# Ordacsehi
Ordacsehi je vas na Madžarskem, ki upravno spada pod podregijo Fonyódi Šomodske županije.